# کلباسان
کلباسان (به لاتین: Kelbasan) یک منطقه مسکونی در جمهوری آذربایجان است که در شهرستان شمکور واقع شده است.